# Microsoft MapPoint

MapPoint運行抓圖

（左至右）MapPoint北美版2001（只顯示政治領域地圖含混過關）, Encarta 2005（不是十分仔細），和微軟AutoRoute 2004（高精確度）的三個地圖

微軟MapPoint是微軟經年打造、允許用戶觀看、編輯和集成地圖的技術和軟體的一個獨特作品。
MapPoint 意欲為商業用戶，因為它包括先進的功能，譬如與微軟Office整合，並且從微軟Excel在一張被創造的地圖上顯示趨向和資料。
MapPoint技術用在：
- 終端用戶軟體：
  - MapPoint（為北美和西歐商業用戶）
  - Microsoft AutoRoute（為西歐家庭和商業用戶），2010版為最後一個版本。
  - Microsoft Streets & Trips（為北美一般家庭用戶。和MapPoint相比較，少了商業分析的功能。）
  - Encarta百科全書
- 網路為基礎的服務：
  - MapPoint Web服務[永久]
  - 微軟地圖網站mappoint.msn.com
  - MSN為本的Virtual Earth虛擬地球儀服務

微軟MapPoint每年更新。最新版本為MapPoint 2010。該軟體支援三個平台：Pocket PC, SmartPhone，Windows。

## 外部連結
- Microsoft MapPoint Review （页面存档备份，存于）